# Episodi di Roswell, New Mexico (seconda stagione)
La seconda stagione di Roswell, New Mexico, composta da 13 episodi, viene trasmessa in prima visione sul canale statunitense The CW dal 16 marzo al 15 giugno 2020. In Italia è stata trasmessa su Premium Stories dal 3 settembre al 26 novembre 2020.
| n° | Titolo originale                              | Titolo italiano         | Prima TV USA   | Prima TV Italia   |
| -- | --------------------------------------------- | ----------------------- | -------------- | ----------------- |
| 1  | Stay (I Missed You)                           | L'impronta              | 16 marzo 2020  | 3 settembre 2020  |
| 2  | Ladies and Gentlemen We Are Floating in Space | Sospesa tra due mondi   | 23 marzo 2020  | 10 settembre 2020 |
| 3  | Good Mother                                   | Legami indissolubili    | 30 marzo 2020  | 17 settembre 2020 |
| 4  | What If God Wae One of Us                     | Il miracolo             | 6 aprile 2020  | 24 settembre 2020 |
| 5  | I'll Stand be You                             | Ritorno alla vita       | 13 aprile 2020 | 1º ottobre 2020   |
| 6  | Sex and Candy                                 | Ricordi incancellabili  | 20 aprile 2020 | 8 ottobre 2020    |
| 7  | Como la Flor                                  | Uno sguardo nel passato | 27 aprile 2020 | 15 ottobre 2020   |
| 8  | Say It Ain't So                               | Visioni e illusioni     | 4 maggio 2020  | 22 ottobre 2020   |
| 9  | The Diner                                     | Ricordi del passato     | 11 maggio 2020 | 29 ottobre 2020   |
| 10 | American Woman                                | Il carceriere           | 18 maggio 2020 | 5 novembre 2020   |
| 11 | Linger                                        | La cura universale      | 1º giugno 2020 | 12 novembre 2020  |
| 12 | Crash Into Me                                 | L'ordigno alieno        | 8 giugno 2020  | 19 novembre 2020  |
| 13 | Mr. Jones                                     | Il clandestino          | 15 giugno 2020 | 26 novembre 2020  |